# Јоанис Андреу
Јоанис Андреу (грч. Ιωάννης Ανδρέου) је био грчки пливач, који је учествовао на Олимпијским играма 1896.
Андреу је учествовао само у пливању на 1200 метара слободно. У трци је учествовало девет такмичара. Победио је Алфред Хајош из Мађарске резултатом 18:22,2. Андреу је стигао као други са резултатом 21:03,4 и освојио сребрну медаљу.